# Widget (informatica)

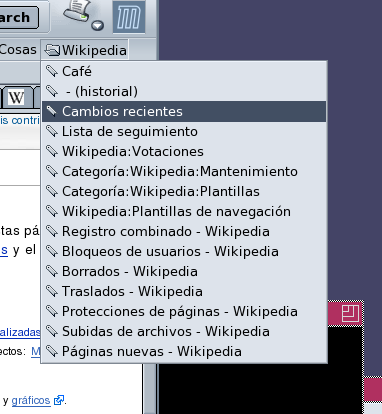
Menù a tendina

Nella programmazione informatica, un widget (crasi di window, "finestra", e gadget) è un componente dell'interfaccia grafica di un programma, tramite il quale l'utente può interagire con il programma stesso.
Il termine fu applicato per la prima volta agli elementi dell'interfaccia utente durante il Project Athena negli anni ottanta del XX secolo. In italiano detto congegno (o elemento) grafico, può essere una vera e propria miniapplicazione (cfr. applet).

## Caratteristiche

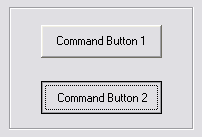
Command button

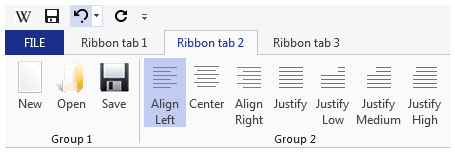
Ribbon

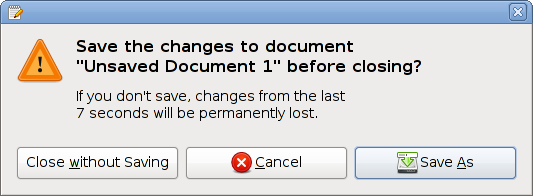
Finestra di dialogo

Checkbox

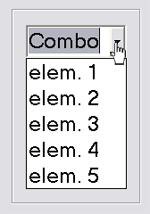
Combo box

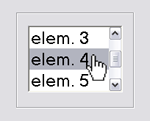
List box

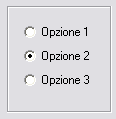
Radio button

Microsoft usa il termine widget per indicare ciò che ai tempi di Windows Vista era denominato gadget: mini applicazioni delle quali l'utente può fruire dei contenuti direttamente in modalità visuale, attraverso un piccolo riquadro.
Tipici esempi di congegni sono i pulsanti dell'interfaccia grafica di un programma (che possono essere premuti per inviare comandi) o le checkbox usate per effettuare delle scelte fra varie opzioni disponibili. I widget sono spesso raggruppati in raccolte (toolkits) costruite e messe a disposizione dei programmatori in vari ambienti operativi proprio per facilitare la costruzione di interfacce operatore grafiche (GUI).
Spesso i widget sono racchiusi in speciali barre laterali, che consentono di scegliere quali widget visualizzare o semplicemente di organizzarli.
Tra i widget più noti e usati vi sono quelli di Windows Vista, denominati Gadget, quelli di Yahoo Widgets, quelli presenti in Mac OS, quelli per Windows Mobile 6.5 e quelli della piattaforma web CMS WordPress. I CMS hanno generalmente tutti dei plugin che creano widget personalizzabili. In alternativa si possono creare programmando in PHP o ASP.NET.
Tra quelli più usati ci sono quelli per rappresentazioni meteorologiche, per il monitoraggio dell'hardware (utilizzo CPU, RAM o HDD), per il controllo della posta o semplici collegamenti a cartelle presenti sul computer e news scorrevoli. I widget dello stesso tipo si distinguono principalmente per l'aspetto, piuttosto che per le caratteristiche.
Molti software in ambito professionale e business dispongono di widget specifici per lo scopo della singola tipologia di prodotto (ad esempio: CRM, ERP, BI e tantissimi altri).

### Lista dei widget maggiormente diffusi
Lista di widget
- di comando
  - Command button
  - Dock
  - Menù
    - Barra dei menù
    - Menù a tendina
    - Menù contestuale

  - Ribbon
  - Tree view
- di dialogo
  - About box
  - Alert box
  - Finestra di dialogo
- di input
  - Checkbox
  - Combo box
  - Lista a casacata
  - List box
  - Radio button
  - Slider
  - Spinner
  - Text box
- di navigazione
  - Barra degli indirizzi
  - Barra di scorrimento
  - Breadcrumb
  - Tab
- di output
  - Barra di stato
  - Etichetta
  - Progress bar
  - Tooltip

## Esempi web
Widget di invio mail HTML-SVG-CSS:
```
<
a
 
href
=
"mailto:esempio@gmail.com"
 
target
=
"_blank"
 
style
=
"  position: fixed; bottom: 10px; right: 10px; background-color: #1E88E5; width: 70px; height: 70px; border-radius: 50%; text-align: center;"
>

  
<
span
 
style
=
"position: absolute; top: -9999px; left: -9999px;"
>

    Contattaci
  
</
span
>

  
<
svg
 
width
=
"40"
 
height
=
"40"
 
viewBox
=
"0 0 24 24"
 
fill
=
"white"
 
style
=
"position: relative; top: 14px;"
>

    
<
path
 
d
=
"M4,4H20A2,2 0 0,1 22,6V18A2,2 0 0,1 20,20H4C2.89,20 2,19.1 2,18V6C2,4.89 2.89,4 4,4M12,11L20,6H4L12,11M4,18H20V8.37L12,13.36L4,8.37V18Z"
></
path
>

  
</
svg
>

</
a
>

```

Esempio di checkbox:
```
<
p
>
Scegli:
</
p
>

<
div
>

  
<
input
 
type
=
"checkbox"
 
id
=
"scales"
 
name
=
"scales"

         
checked
>

  
<
label
 
for
=
"scales"
>
Scales
</
label
>

</
div
>

<
div
>

  
<
input
 
type
=
"checkbox"
 
id
=
"horns"
 
name
=
"horns"
>

  
<
label
 
for
=
"horns"
>
Horns
</
label
>

</
div
>

```

### Attributi WAI ARIA per l'accessibilità dei widget
WAI-ARIA (Web Accessibility Initiative - Accessible Rich Internet Applications) è un insieme di documenti pubblicati dal W3C (World Wide Web Consortium) che specificano come aumentare l'accessibilità dei contenuti dinamici e dei componenti per l'interfaccia utente sviluppati con AJAX, HTML, JavaScript e altre tecnologie collegate
- aria-autocomplete
- aria-checked
- aria-disabled
- aria-errormessage
- aria-expanded
- aria-haspopup
- aria-hidden
- aria-invalid
- aria-label
- aria-level
- aria-modal
- aria-multiline
- aria-multiselectable
- aria-orientation
- aria-placeholder
- aria-pressed
- aria-readonly
- aria-required
- aria-selected
- aria-sort
- aria-valuemax
- aria-valuemin
- aria-valuenow
- aria-valuetext